# Kanton Alby-sur-Chéran
Kanton Alby-sur-Chéran (fr. Canton d'Alby-sur-Chéran) je francouzský kanton v departementu Horní Savojsko v regionu Rhône-Alpes. Skládá se z 11 obcí.

## Obce kantonu
- Alby-sur-Chéran
- Allèves
- Chainaz-les-Frasses
- Chapeiry
- Cusy
- Gruffy
- Héry-sur-Alby
- Mûres
- Saint-Félix
- Saint-Sylvestre
- Viuz-la-Chiésaz